# محوطه کول تپه
محوطه کول تپه مربوط به دوره اشکانیان - دوره ساسانیان است و در شهرستان نیر، بخش کورائیم، دهستان یورتچی غربی، روستای مستان آباد واقع شده و این اثر در تاریخ ۲۷ بهمن ۱۳۸۷ با شمارهٔ ثبت ۲۴۵۵۱ به‌عنوان یکی از آثار ملی ایران به ثبت رسیده است.